# アローザ
アローザ（ドイツ語: Arosa）は、スイスのグラウビュンデン州にあるタウンかつ基礎自治体（ゲマインデ）である。夏・冬ともリゾート地としてにぎわう。

## 歴史

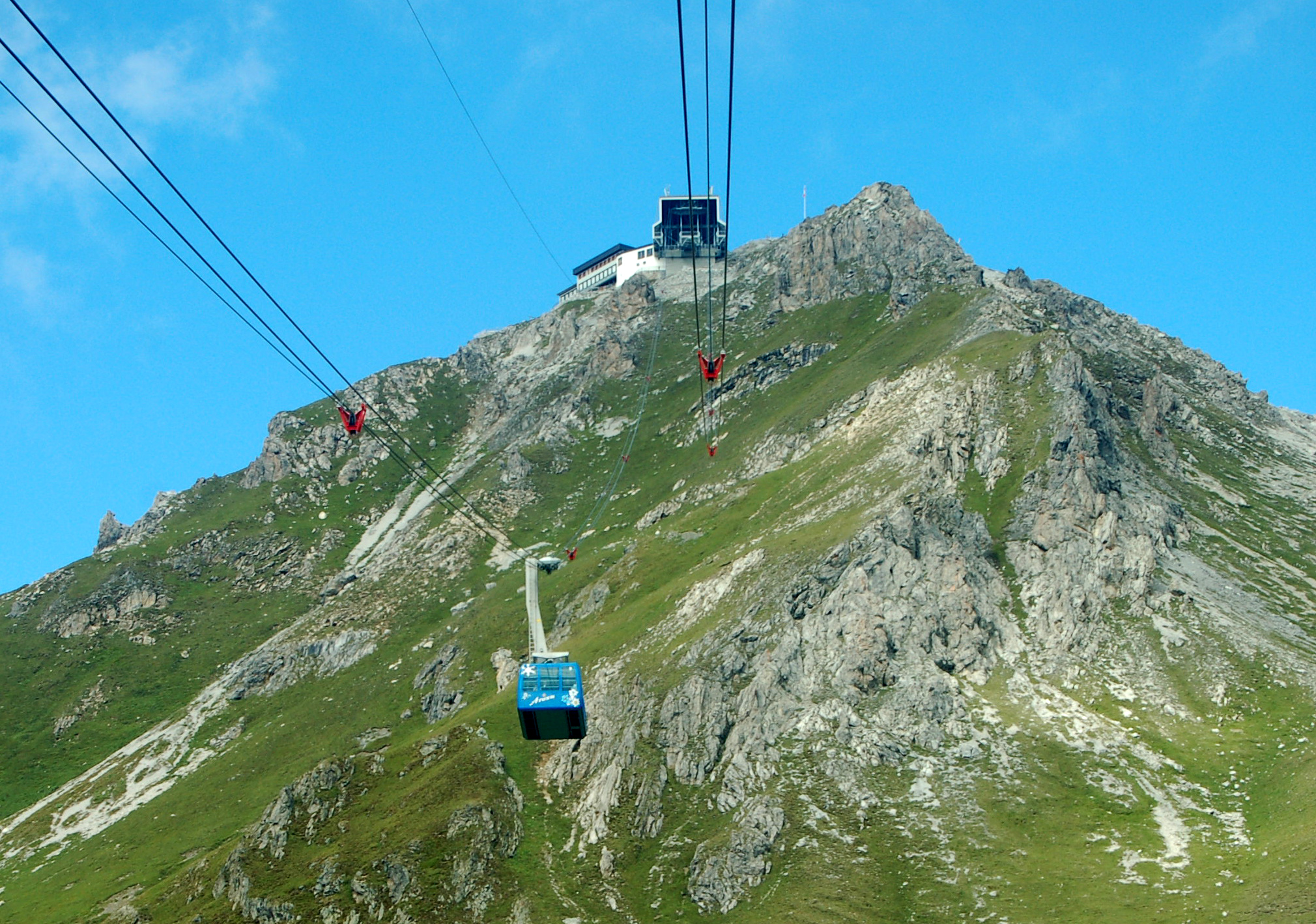
アローザー・ヴァイスホルン山

1330年ごろの記録に Araus として初めて歴史上に登場する。1383年の記録には Orossen と表記され、1428年に Arosa になった。
13世紀にはすでに村落が存在した。ドイツ語を話すヴァルサー族が1300年以降、ダヴォスより到来し土着のロマンシュ語民族を駆逐。数世紀にわたって牧畜中心の生活が営まれた。行政上は1851年までダヴォス市の一部であった。1883年にドイツ人医師が保養地をもうけ、1888年にはサナトリウムがオープン。1900年から、冬のリゾート地として開発され始めた。最初のスキー場が1938年に開業し、1956年にはヴァイスホルンへ至るケーブルカーが通じた。
1851年、ダヴォス市からアローザ市が分立した。
『シャーロック・ホームズ』シリーズのアーサー・コナン・ドイルは熱心なスポーツマンで、冬はダヴォスに滞在した。彼は娯楽用にとノルウェーからスキー板を取り寄せ、地元のガイドとともに山に分け入った。そしてアローザまで滑降し、市街のホテル「ゼーホフ」 (Seehof) で昼食をとった。彼はこの体験を1894年の The Strand 誌に発表し、イギリスのスキーヤーの目をスイスに向けさせた。
1926年のクリスマス休暇をアローザで過ごしていたエルヴィン・シュレーディンガーは、この地でシュレーディンガー方程式を発見した。
トーマス・マンも亡命中の1933年に短期間滞在した。

## 地理

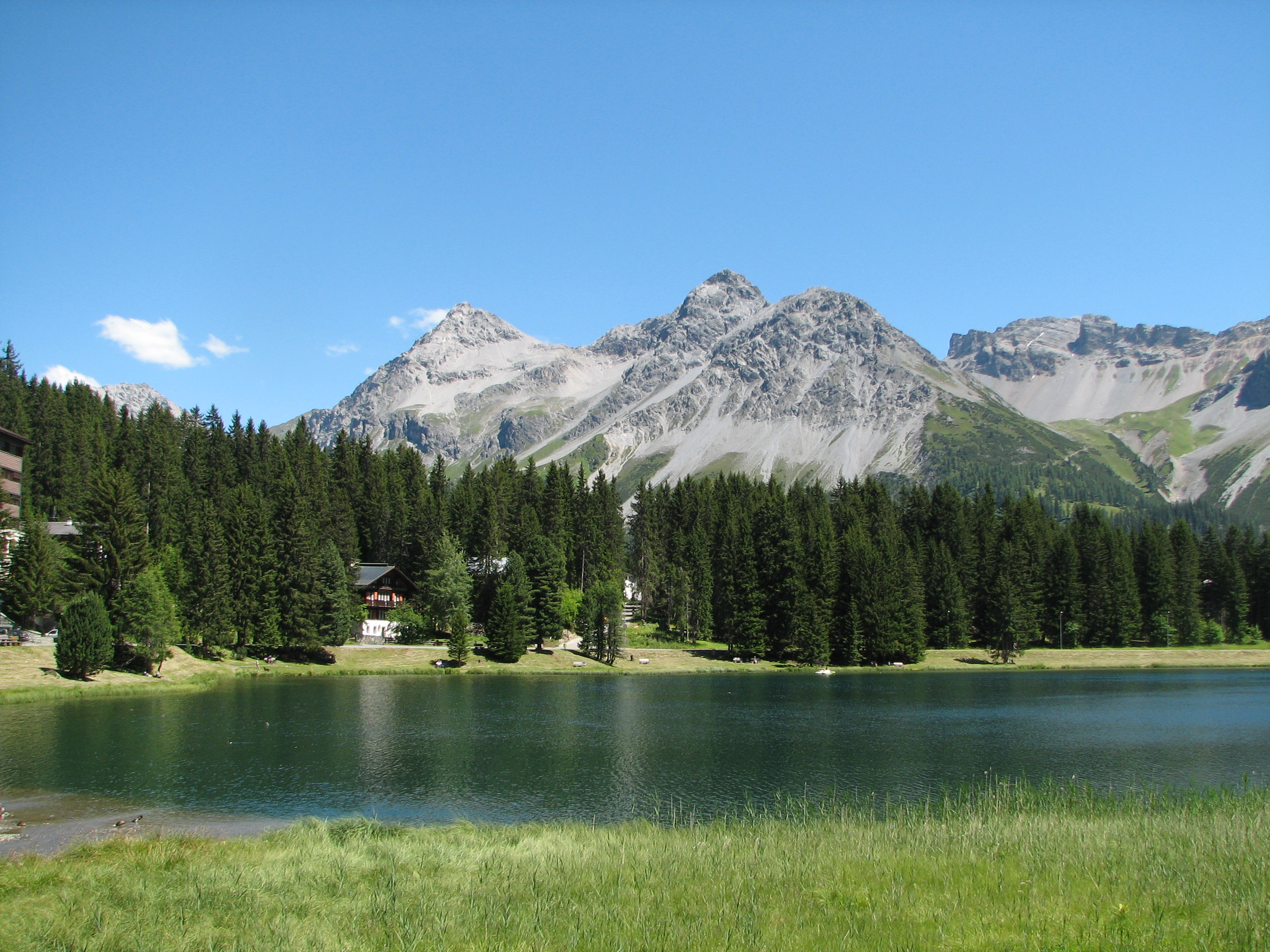
オーバー湖

アローザ市の総面積は42.6平方キロで、このうち42%を農地、15.2%を森林、3.1%を開拓地（建築物ないし道路）、39.7%を河川、氷河、山岳などが占める。主要産業である観光業はこの大自然によるところが大きい。
行政上はヴァイスホルン山系の南東にあたる、プレスール郡シャンフィック小郡に所属する。アローザ市街はシャンフィック谷の最上部、アローザー・ヴァイスホルン山 (2653m) のふもとにある。インネラローザ (Innerarosa) 、ドルフ＝オーバーゼー (Dorf-Obersee) 、ウンターゼー (Untersee) 、マラン＝プレチュリ (Maran-Prätschli) といった近隣の村落は、標高1690m から1950m の高所に位置する。
市街にオーバー湖とウンター湖の二つの湖がある。クールから鉄道の支線が延びる。

## 観光

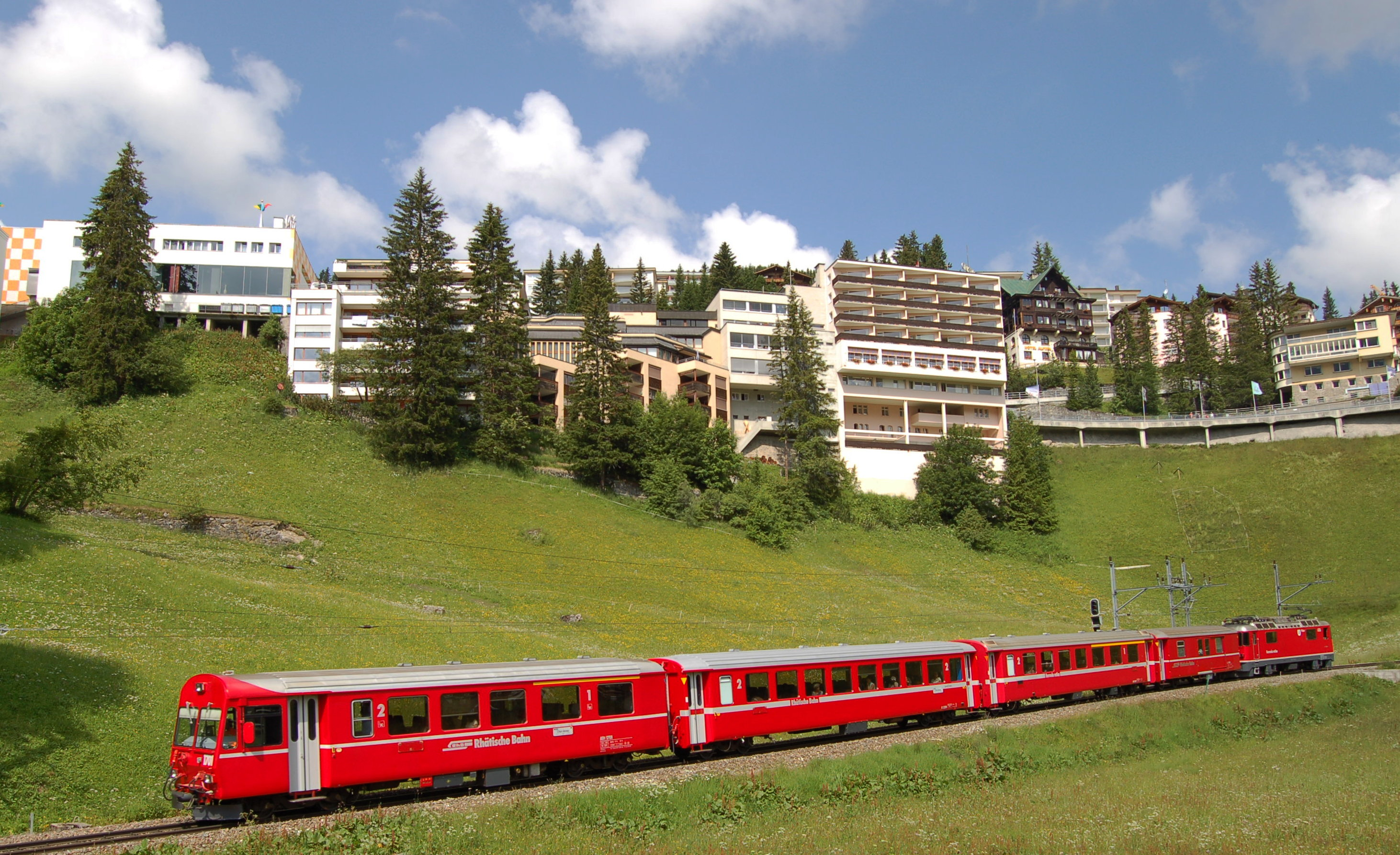
市内を通る鉄道

スキーリゾートとして知られるアローザの宿泊施設のベッド数は、4287床にのぼる。失業率は1.32%。2005年時点で、第一次産業の2事業所に4人が、第二次産業の30事業所に308人が、第三次産業の185事業所に1202人が雇用されている。

## 人口統計

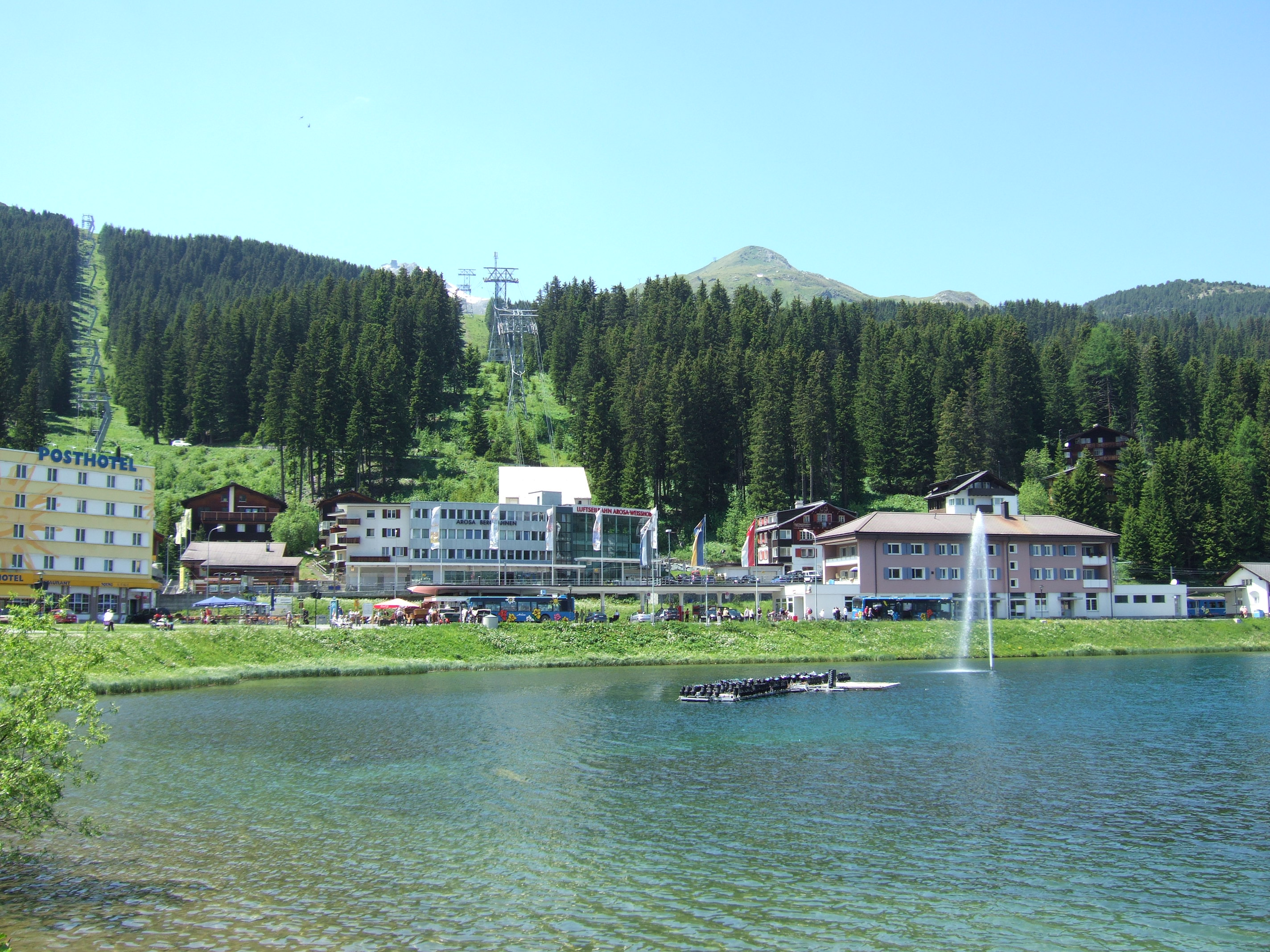
オーバー湖より駅とケーブルカー乗り場を望む

総人口は2251人（2010年12月）。外国籍の割合は2008年の時点で22.0%である。人口はこの10年間で9.8%減少したが、観光客なども含めると1月の約4600人から5月の約2500人まで、季節によって変動がある。2000年の調査では79.8%がドイツ語を母語とし、これにポルトガル語の7.3%、イタリア語の4.1%が続いた。
男女比は2000年時点で男性が51.1%、女性が48.9%。年代別では9歳以下が7.0%、10歳から14歳が3.2%、15歳から19歳が4.5%、20代が26.2%、30代が18.0%、40代が14.5%、50代が11.6%、60代が7.0%、70代が4.9%、80代が2.3%、90代が0.6%であった。
直近の2007年の総選挙では国民党 (45%) の得票率がもっとも高く、以下自由民主党（24.7%）、社会民主党（17%）、キリスト教民主党（12%）の順に続いた。
25歳から64歳までの住民の70.3%が高等教育を修了している。
2000年の国勢調査によると、1140人 (41.1%) がカトリック教会に、1150人 (41.5%) がスイス改革派教会に、109人 (3.9%) が正教会に、17人 (0.6%) がそのほかのキリスト教にそれぞれ所属している。
人口の推移
| 年              | 人口      |
| --------------- | --------- |
| 1550年 - 1750年 | 125人前後 |
| 1850年          | 52人      |
| 1900年          | 1071人    |
| 1930年          | 3466人    |
| 1941年          | 1980人    |
| 2000年          | 2771人    |

## 気候

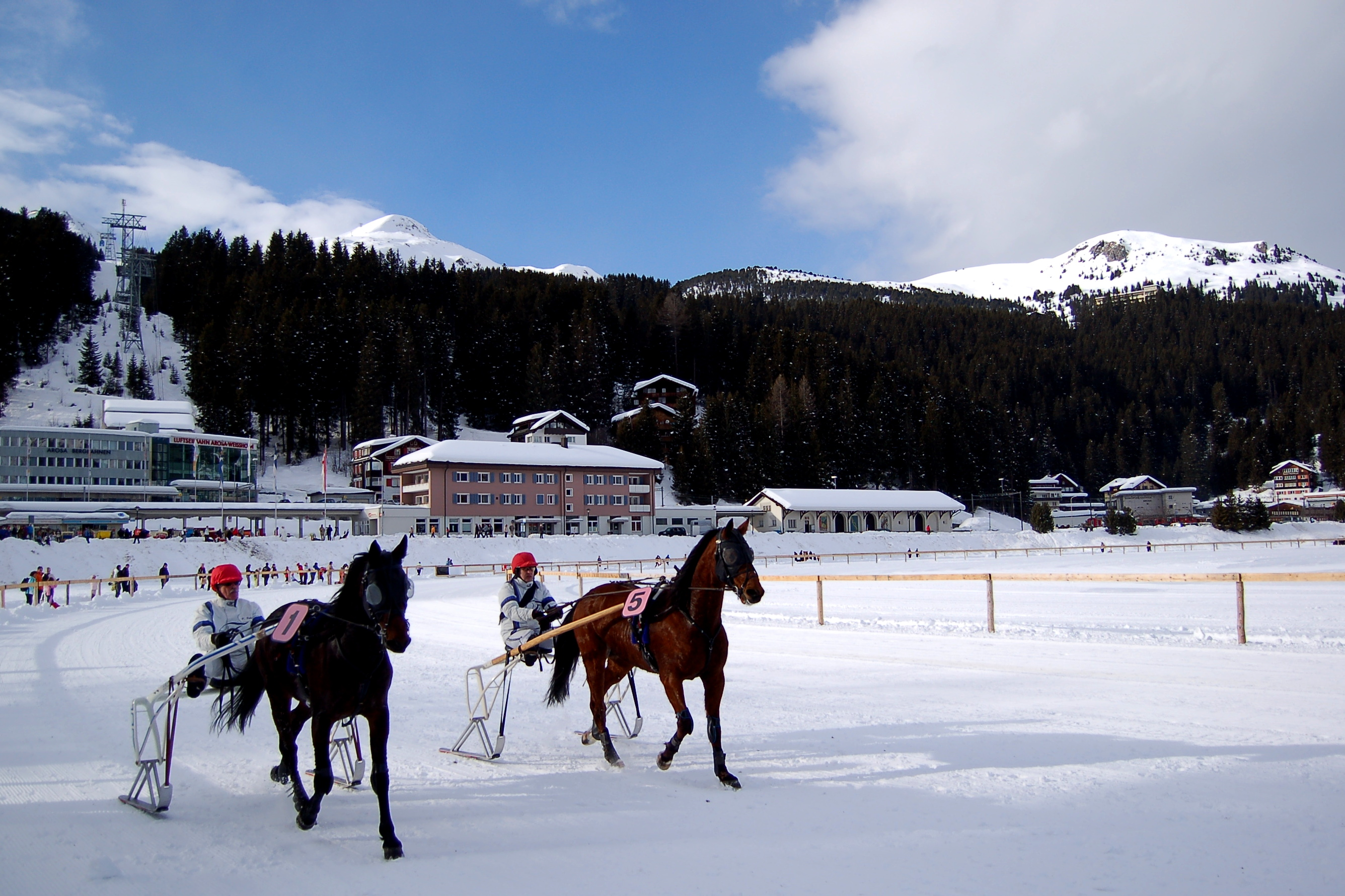
冬、凍結したオーバー湖で開かれる競馬

アローザの年間降雨日数は平均147日で、1335ミリの降雨がある。このうちもっとも多いのは8月で、14.5日に159ミリ降る。降雨日数がもっとも多いのは6月で、15.6日あるが雨量は147ミリに留まる。一方もっとも少ないのは2月で、14.5日に75ミリしか降らない。
| アローザの気候         | アローザの気候 | アローザの気候 | アローザの気候 | アローザの気候 | アローザの気候 | アローザの気候 | アローザの気候 | アローザの気候 | アローザの気候 | アローザの気候 | アローザの気候 | アローザの気候 | アローザの気候 |
| 月                     | 1月            | 2月            | 3月            | 4月            | 5月            | 6月            | 7月            | 8月            | 9月            | 10月           | 11月           | 12月           | 年             |
| ---------------------- | -------------- | -------------- | -------------- | -------------- | -------------- | -------------- | -------------- | -------------- | -------------- | -------------- | -------------- | -------------- | -------------- |
| 平均最高気温 °C （°F） | −1.2 (29.8)    | −0.7 (30.7)    | 1.6 (34.9)     | 4.5 (40.1)     | 9 (48)         | 12.6 (54.7)    | 15.7 (60.3)    | 15 (59)        | 12.7 (54.9)    | 8.8 (47.8)     | 2.6 (36.7)     | −0.2 (31.6)    | 6.7 (44.1)     |
| 日平均気温 °C （°F）   | −4.2 (24.4)    | −4.1 (24.6)    | −2.3 (27.9)    | 0.6 (33.1)     | 5.2 (41.4)     | 8.4 (47.1)     | 10.9 (51.6)    | 10.5 (50.9)    | 8.2 (46.8)     | 5 (41)         | −0.5 (31.1)    | −3.2 (26.2)    | 2.9 (37.2)     |
| 平均最低気温 °C （°F） | −6.8 (19.8)    | −6.9 (19.6)    | −5.2 (22.6)    | −2.2 (28)      | 1.8 (35.2)     | 5 (41)         | 7.4 (45.3)     | 7.3 (45.1)     | 5.3 (41.5)     | 2.2 (36)       | −2.9 (26.8)    | −5.8 (21.6)    | −0.1 (31.8)    |
| 降水量 mm （inch）     | 89 (3.5)       | 75 (2.95)      | 90 (3.54)      | 98 (3.86)      | 130 (5.12)     | 147 (5.79)     | 158 (6.22)     | 159 (6.26)     | 119 (4.69)     | 84 (3.31)      | 101 (3.98)     | 85 (3.35)      | 1,335 (52.56)  |
| 平均降水日数           | 11.5           | 9.9            | 12.6           | 13.5           | 14.4           | 15.6           | 14.7           | 14.5           | 10.3           | 8.8            | 10.5           | 10.3           | 146.6          |
| 出典：MeteoSchweiz     |                |                |                |                |                |                |                |                |                |                |                |                |                |

## 姉妹都市
- 南砺市（日本・富山県）
  - 1991年9月8日 旧福光町と友好都市協定

福光町でのスキー場（イオックス・アローザ）建設にあたり、アローザ・スキー場を友好提携スキー場とした縁。